# ان‌جی‌سی ۶۸۱۴
ان‌جی‌سی ۶۸۱۴ (انگلیسی: NGC 6814) نام یک کهکشان در صورت فلکی عقاب است.